# Luba Lisa
Luba Lisa Gootnick (10 de marzo de 1941 – 15 de diciembre de 1972) fue una actriz, cantante y presentadora de televisión estadounidense. Recibió una nominación al Premio Tony y ganó un Theatre World Award por su interpretación en el musical de 1964 I Had a Ball.

## Vida personal
Luba Lisa Gootnick nació en Brooklyn, Nueva York, hija de Esther (de soltera Diamant 1908–1999) y Louis Gootnick (1910–2005), ex policía de la ciudad de Nueva York. Su hermano es el Dr. David Gootnick.

## Teatro
En Broadway actuó en Carnival como la princesa Olga en 1961 y en I Can Get It for You Wholesale en 1962, con un reparto que incluía a Barbra Streisand. En 1964 protagonizó la reposición en Broadway de West Side Story en el papel de Anita. El espectáculo se cerró tras 31 representaciones. Luba recibió críticas muy favorables por su papel de la fulana Addie en el musical I Had a Ball, en el que cantó la canción 'Addie's at it Again'. La canción fue añadida al espectáculo por los productores antes de su estreno en Broadway, una vez que se dieron cuenta de su talento.
Un crítico del New York Times dijo de ella: "Luba Lisa, en el papel de Addie, la chica de la virtud fácil, demuestra su talento como chica seductora y bailarina en un número llamado 'Addie's at It Again' y en otro con un grupo de socorristas llamado 'Boys, Boys, Boys'". Por su papel de Addie fue nominada al premio Tony a la mejor actriz protagonista de un musical y recibió el premio Theatre World. Luba bailó con Maurice Chevalier en la película Pepe. También fue presentadora de televisión.
En 1972 Lisa protagonizó la revista musical Off-Broadway They Don't Make Em Like That Anymore en el Plaza 9 Music Hall con Arthur Blake. El espectáculo giraba en torno a las imitaciones de Blake de celebridades como Marlene Dietrich y Jimmy Stewart.

## Muerte
Luba Lisa murió el 15 de diciembre de 1972 en un accidente de aviación cerca de Colchester, Vermont. El avión se dirigía a un aeropuerto de Burlington, Vermont. Se cree que la causa del accidente fueron las condiciones meteorológicas invernales durante el viaje nocturno. Los cuatro ocupantes (el piloto, Lisa y otras dos personas) fallecieron. Está enterrada con sus padres en el Mount Ararat Jewish Cemetery en Farmingdale, Nueva York.